# Katatymia
Katatymia (łac. katathymia) – myślenie życzeniowe. Dotyczy stosunku uczuć do sądów. Polega na życzeniowym przekształcaniu spostrzeżeń. Sądy wydają się prawdziwe, jeśli odpowiadają przeżywanym uczuciom. Przykładowo: osoba czekająca na kogoś już słyszy kroki osoby, której oczekuje; skazańcowi wydaje się, że go uniewinniono.